# راکت مدل

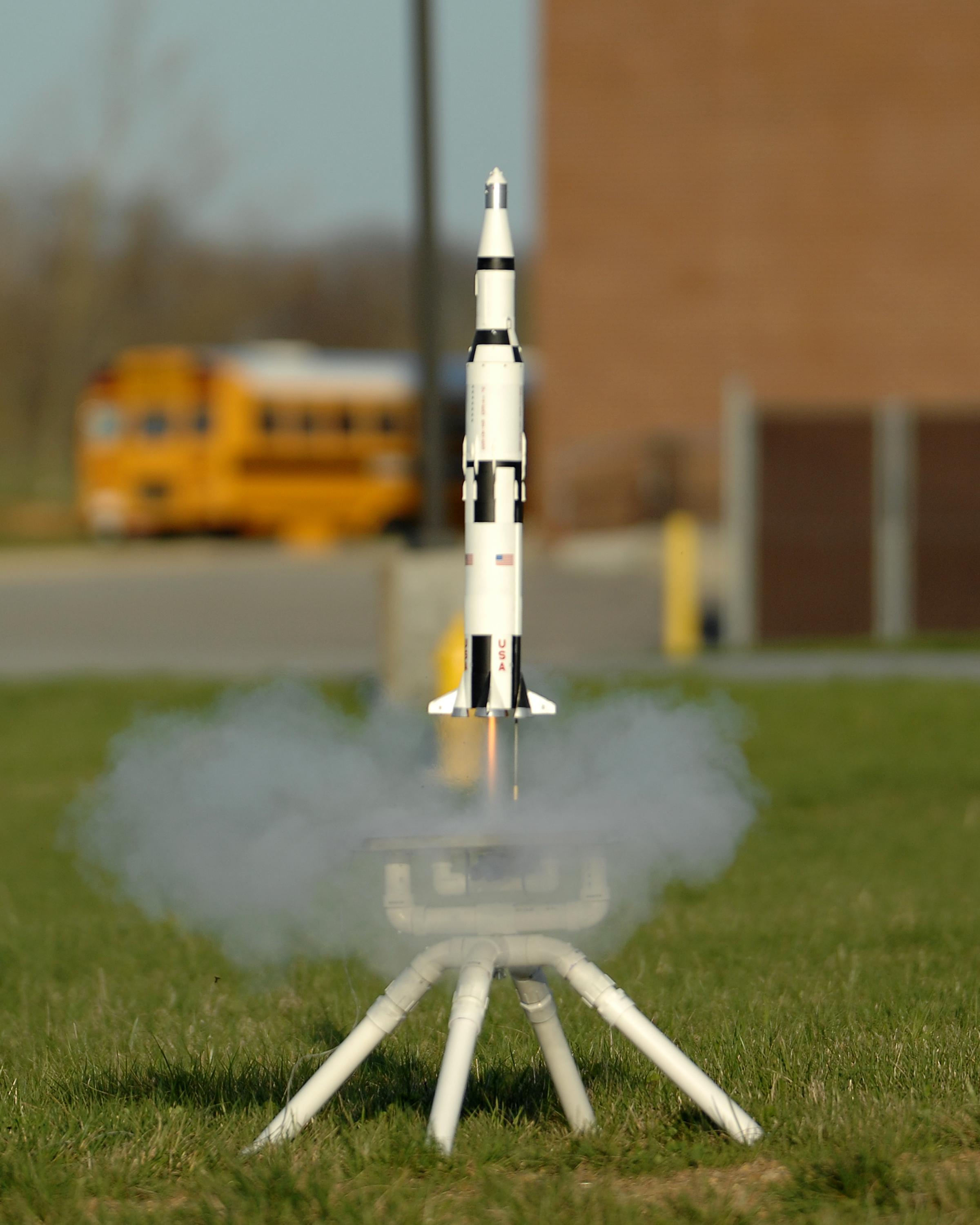
پرتاب نمونه مدل موشک ساترن ۵

راکت مدل، یک راکتِ ساخته‌شده از مقوا و چوب بالسا و پلاستیک است که در ساخت هیچ قسمت از آن از فلز استفاده نمی‌شود.
این راکت همانند یک راکت معمولی از روی سکوی پرتاب به آسمان پرتاب می‌شود و پس از اتمام سوخت به وسیلهٔ یک سیستم بازیافت که غالباً چترمی‌باشد به زمین بازمی‌گردد. طبق قوانین راکت سازان آماتور یک راکت‌ساز حق ساخت موتور راکت را ندارد و آن را باید به صورت ساخته شده و استاندارد خریداری کند.

## تاریخچه

### انجمن پرتاب راکت تریپولی
در دسامبر سال ۱۹۶۴ تعدادی از دانش‌آموزان یک دبیرستان در شهر ایروین، پنسیلوانیا تشکیل یک کلوپ علمی در رابطه با مسایل علمی ستاره‌شناسی، و ساخت و پرتاب راکت مدل را دادند. بنیانگذار این کلوپ یکی از دانش‌آموزان به نام فرانسیس گرهام بود. این انجمن مورد استقبال دیگر دانش‌آموزان قرار گرفت و به زودی از دو ایالت همجوار نیز گروهی از دانش‌آموزان به شهر ایروان آمده و عضو این کلوپ شدند. یکی از اعضای انجمن برای کمک به پروژه ساخت راکت مدل تعدادی سکه قدیمی که پدرش در زمان جنگ جهانی دوم و زمانی که سرباز بود از کشور لبنان و شهر تریپولی آورده بود به رئیس کلوپ هدیه کرد. به علت اینکه این سکه‌ها متعلق به شهر تریپولی (تریپولی به معنی سه شهر است) بود و اعضای این انجمن از سه ایالت مختلف می‌آمدند نام کلوپ به انجمن پرتاب راکت تریپولی تغییر کرد. این انجمن هنوز پایدار است و مؤسس آن فرانسیس گرهام بعدها مؤسس و پایه‌گذار انجمن ملی پرتاب راکت آمریکا شد و بعدها دارای شغلی در سازمان ناسا شد.

## تاریخچه انجمن ملی پرتاب راکت آمریکا
انجمن ملی پرتاب راکت مدل آمریکا NAR در سال ۱۹۵۷ توسط کارلیس و استون در رابطه با ایجاد سرگرمی علمی و ورزشی پرتاب راکت در آمریکا پایه‌گذاری شد و قدیمی‌ترین انجمن در رابطه با راکت مدل در جهان است. این انجمن بیش از هشتاد هزار عضو دارد که بیش از ۲۵۰۰ نفر از اعضای آن به‌طور معمول و روزانه مشغول آموزش در زمینه راکت مدل هستند.
فعالیت‌های این سازمان در رابطه با آموزش و مقررات ایمنی ساخت و پرتاب راکت مدل و برگزاری مسابقات سالیانه در رابطه با راکت مدل است.
سه وظیفه مهم این انجمن عبارت است از:
۱_NARAM برگزاری مسابقات سالیانه در زمینه پرتاب راکت
1. NARCON برگزاری جلسات و همایش‌های آموزشی و برنامه‌ریزی آموزشی در زمینه توسعه راکت مدل
2. NSL مسول برگزاری مسابقات در زمینه راکت مدل

این انجمن با برگزاری مسابقات در زمینه راکت مدل باعث ترویج این سرگرمی علمی تفریحی و ورزشی می‌باشد. ماهیانه مجله‌ای تحت عنوان ورزش پرتاب راکت توسط این انجمن منتشر می‌شود و این انجمن مسئول تست موتورهای راکت مدل و استاندار کردن آن‌ها که توسط کارخانجات ساخته می‌شود می‌باشد.
انجمن ملی پرتاب راکت در آمریکا هر سال مسابقاتی را بین دانش‌آموزان پنج سال آخر دبیرستان برگزار می‌کند. در این مسابقات که در سال ۲۰۰۳ شروع شد هر گروهی که بتواند راکتی را با محفظه بار طراحی کند و به بالاترین ارتفاع پرتاب کند برنده می‌شود. در داخل محفظه بار یک تخم مرغ قرار داده می‌شود. در رقابت سال ۲۰۰۹ بیش از ۷۰۰۰ دانش آموز در غالب ۶۹۰ تیم شرکت کردند. به تیم برنده بلیط برای بازدید از نمایشگاه هوایی پاریس و به ده تیم برتر هرکدام مبلغ ۶۰۰۰۰ دلار کمک هزینه تحصیلی پرداخت می‌گردد. سازمان ناسا از ۲۵ تیم اول برای بازدید از سایت‌های پرتاب راکت ناسا دعوت کرده و سازمان هوانوردی آمریکا نیز ۳۵ جایزه به اعضای دست اندرکار برگزاری مسابقات اختصاص می‌دهد. داوران این مسابقه اکثراً متخصصین سازمان ناسا هستند. این مسابقات بیش از ۱۰۰ بار در طول سال در ایالات متحده برگزار می‌شود و در سال ۲۰۰۷ در افتتاحیه این مسابقات افرادی چون رابرت گیتس معاون وزارت دفاع آمریکا و اسکات هورتیز معاون نیروی هوایی آمریکا و جی آسیت مدیریت ناسا و چندی تن از فضانوردان ناسا شرکت داشتند.

## قسمت‌های یک راکت مدل

### دماغه
کار دماغه شکافتن هوا در موقع حرکت است. در راکت مدل به علت سرعت کم آن در هوا دماغه کاملاً نوک تیز نمی‌باشد و مدور است.

### سیستم جمع‌آوری
این سیستم مسئول بازگرداندن سالم راکت به زمین است. شش فرم سیستم جمع‌آوری وجود دارد که بهترین و زیباترین آن چتر نجات است.

### هادی پرتاب
هادی پرتاب مسئول نگهداری راکت مدل در زمان پرتاب تا زمانی است که سرعت آن به ۱۰ متر در ثانیه برسد و بالچه‌ها بتوانند مسیر حرکت را کنترل کنند. هادی پرتاب غالباً یک لوله پلاستکی است.

### بالچه‌ها
بالچه‌ها که در روی بدنه وصل شده‌اند مسئول کنترل پاسیو راکت مدل در زمان پرواز می‌باشند.

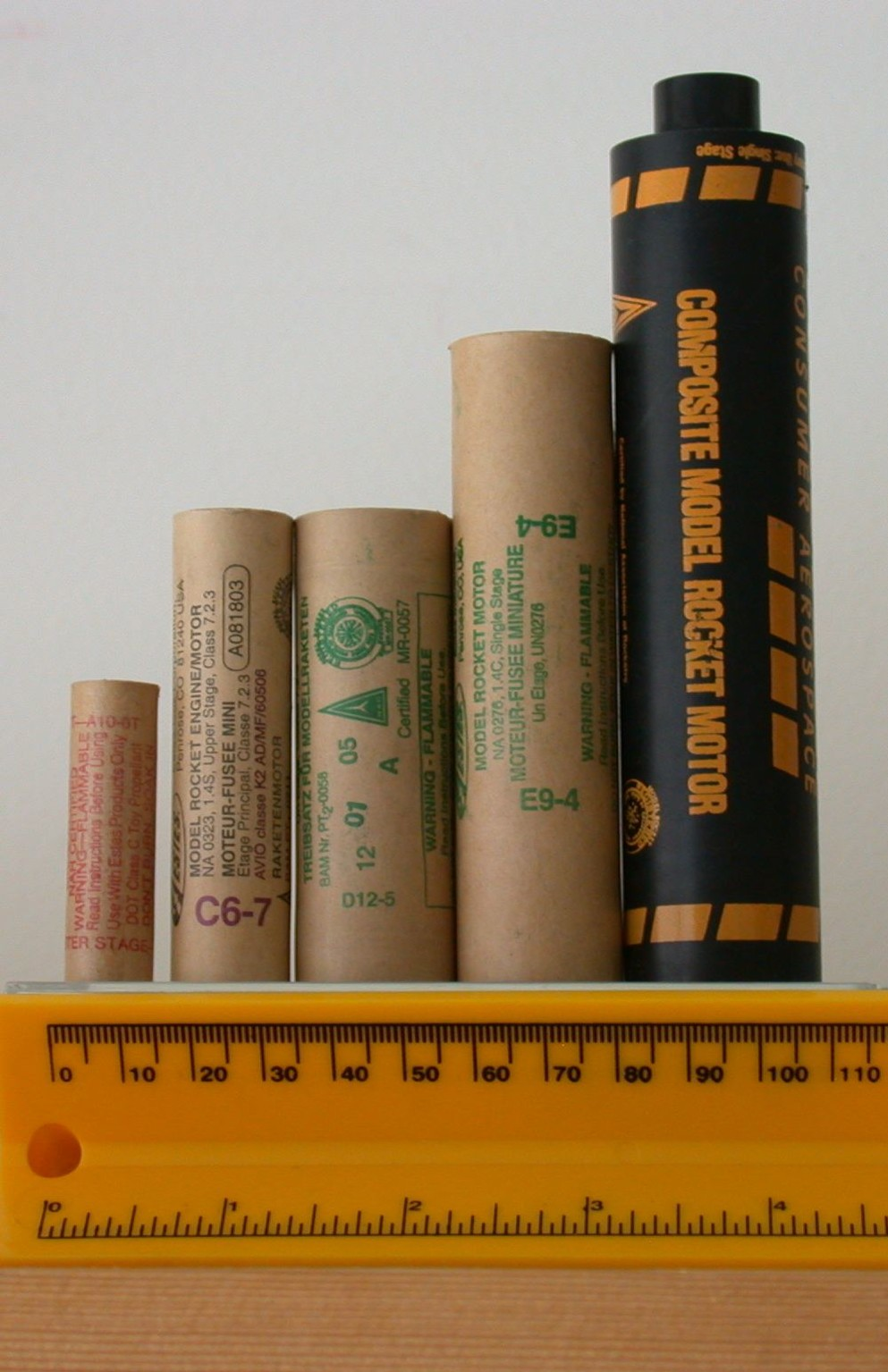
چند نمونه از موتور راکت مدل

### موتور
موتور از یک لوله مقوایی ساخته شده است که در داخل آن بسته به قدرت موتور مواد جامد شیمیایی قرار دارد.

### پشم نسوز
برای جلوگیری از آسیب به سیستم جمع‌آوری (چتر نجات) بین موتور و سیستم جمع‌آوری مقداری پشم نسوز قرار می‌گیرد.

### ثابت کننده موتور
قطعه پلاستیکی یا مقوایی است که از حرکت و جابجایی موتور جلوگیری می‌کند.

### طناب ضربه‌گیر
این طناب که دارای خاصیت الاستیسیته است دماغه را به بدنه متصل می‌کند.

### بدنه
بدنه راکت مدل قسمتی است که اجزای دیگر را بهم متصل می‌کند. بدنه راکت مدل غالباً از مقوا است ولی امروز آن را از لوله‌های پلاستیکی هم می‌سازند.
یکی از مهم‌ترین قسمت‌های یک راکت مدل بدنه آن است